# Ascalapha odorata
Ascalapha odorata is een nachtvlinder uit de familie van de spinneruilen (Erebidae). Het is, met een spanwijdte van tot 16 centimeter, een zeer grote vlinder. De vlinder komt oorspronkelijk voor in Zuid en Midden-Amerika, maar heeft haar areaal uitgebreid naar het zuiden van de Verenigde Staten en als exoot naar de volledige tropen.
De rups leeft van overrijp fruit uit het regenwoud, met name van planten van de geslachten Acacia, Cassia en Piptadenia.
In Midden-Amerika en het Caribisch gebied wordt de Ascalapha Odorata gezien als de brenger van ongeluk, een kwade geest of zelfs een aankondiging van de dood. Op de Nederlandse eilanden in de Antillen, wordt geloofd dat wanneer deze mot 's avonds in je huis op de muur gaat zitten een van je naasten zal sterven.
Bijnamen van deze vlinder zijn onder anderen 'de zwarte dood' en 'de zwarte heks'.